# Breezin'
Breezin' là album phòng thu thứ 15 của ca sĩ và nghệ sĩ guitar nhạc jazz người Mỹ George Benson. Album là sản phẩm đầu tiên của Benson dưới tên hãng đĩa Warner Bros. Records. Album không đạt thứ hạng cao tại bảng xếp hạng nhạc jazz nhưng lại giành được vị trí quán quân tại các bảng xếp hạng pop và R&B. Với chứng chỉ 3x Bạch kim, đây là một trong những album nhạc jazz bán chạy nhất mọi thời đại.

## Danh sách ca khúc
| Mặt A | Mặt A             | Mặt A         | Mặt A      |
| STT   | Nhan đề           | Sáng tác      | Thời lượng |
| ----- | ----------------- | ------------- | ---------- |
| 1.    | "Breezin'"        | Bobby Womack  | 5:40       |
| 2.    | "This Masquerade" | Leon Russell  | 8:03       |
| 3.    | "Six to Four"     | Phil Upchurch | 5:06       |

| Mặt B | Mặt B              | Mặt B          | Mặt B      |
| STT   | Nhan đề            | Sáng tác       | Thời lượng |
| ----- | ------------------ | -------------- | ---------- |
| 1.    | "Affirmation"      | José Feliciano | 7:01       |
| 2.    | "So This is Love?" | Benson         | 7:03       |
| 3.    | "Lady"             | Ronnie Foster  | 5:49       |

## Critical reception
| Đánh giá chuyên môn                  | Đánh giá chuyên môn |
| Nguồn đánh giá                       | Nguồn đánh giá      |
| Nguồn                                | Đánh giá            |
| ------------------------------------ | ------------------- |
| Christgau's Record Guide             | C                   |
| The Penguin Guide to Jazz Recordings | [ 3 ]               |

Trên tờ The Village Voice, nhà phê bình âm nhạc Robert Christgau chỉ cho album điểm "C" và cho rằng âm nhạc của album nhìn chung khá "xoàng". Trong một bài đánh giá khác bởi Richard S. Ginell trên Allmusic, album chỉ đạt 3.5/5 điểm và cho rằng, dù kỹ thuật guitar của Benson "vẫn đẳng cấp và mềm mại", Breezin' lại "không mang tính đột phá khi chỉ là một sản phẩm chuyển giao với tiếng guitar đã làm nên thương hiệu của anh ấy."

## Thành phần tham gia sản xuất
| - George Benson – guitar, hát chính - Jorge Dalto – piano, clavinet, piano solo (2). - Ronnie Foster – piano điện, chỉnh âm Minimoog, Minimoog solo (3), piano điện solo (5). - Phil Upchurch – guitar nền, bass (1, 3). - Stanley Banks – bass (2, 4, 6). - Harvey Mason – trống. - Ralph MacDonald – định âm. - Claus Ogerman – hòa âm và chỉ huy dàn nhạc. | Sản xuất - Tommy LiPuma – sản xuất. - Noel Newbolt – trợ lý sản xuất - Al Schmitt – thu âm, trộn âm. - Don Henderson – trợ lý âm thanh. - Doug Sax – chỉnh âm tại The Mastering Lab (Hollywood, California). - Ed Thrasher, Robert Lockhart – chỉ đạo nghệ thuật - Peter Palombi – thiết kế. - Mario Casilli – chụp ảnh. |